# Goya 2024
Die 38. Verleihung des Goya fand am 10. Februar 2024 in Valladolid statt. Der wichtigste spanische Filmpreis wurde in 28 Kategorien vergeben. 

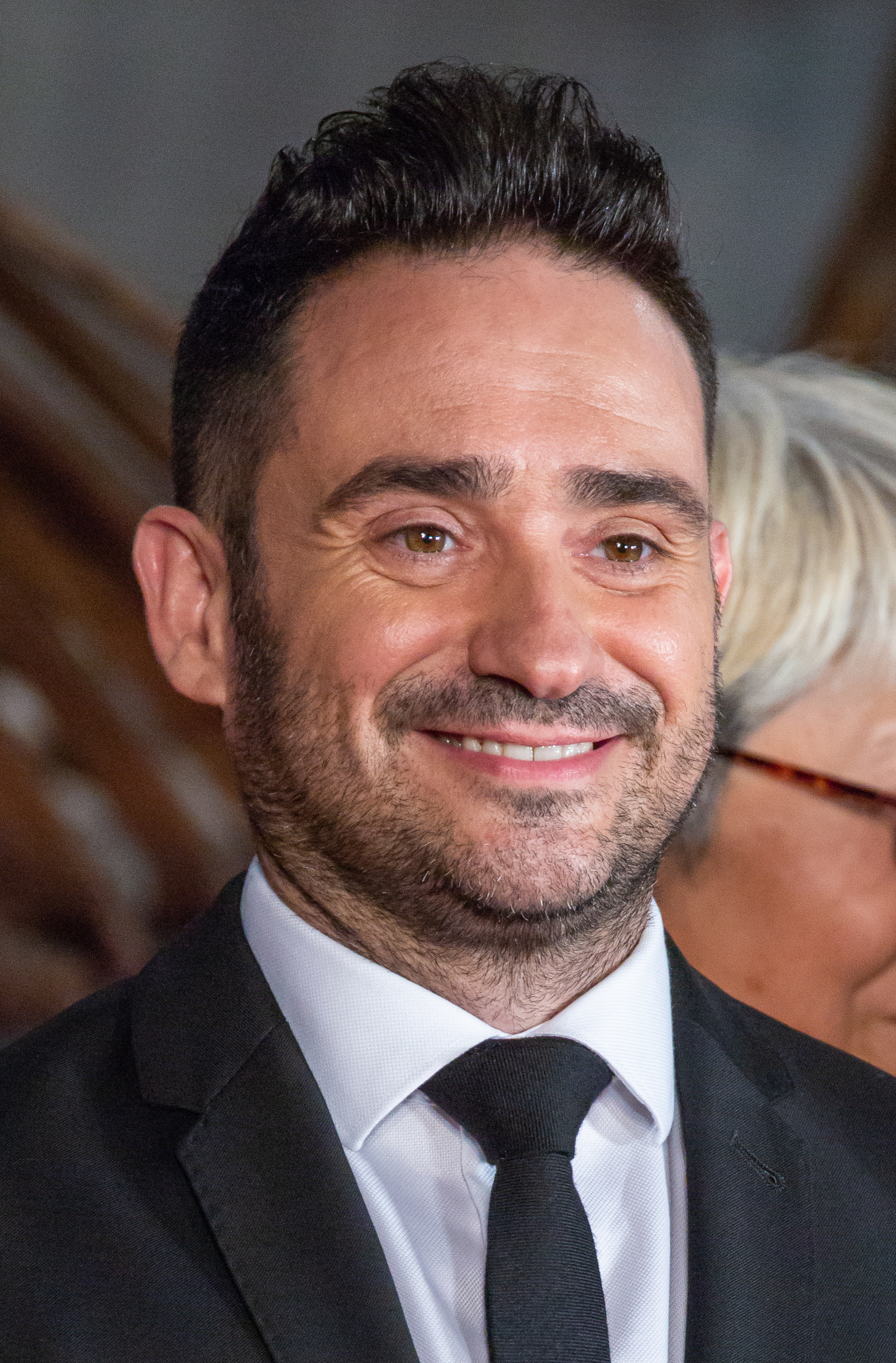
Juan Antonio Bayona, Regisseur des preisgekrönten Films Die Schneegesellschaft

Mit zwölf gewonnenen Preisen schnitt das Oscar-nominierte Historiendrama Die Schneegesellschaft von Juan Antonio Bayona am erfolgreichsten ab. Es gewann in 12 von 13 nominierten Kategorien, darunter die Trophäen für den besten Film, die beste Regie und den besten Nachwuchsdarsteller. Auf drei Auszeichnungen kam das Jugenddrama 20.000 Arten von Bienen von Estibaliz Urresola Solaguren (Nachwuchsregie, Originaldrehbuch, Nebendarstellerin), das bei Bekanntgabe der Nominierungen am 30. November 2023 mit 15 Nominierungen als Favorit in die Preisverleihung gegangen war. Zwei Auszeichnungen erhielt Pablo Bergers Oscar-nominierter Animationsfilm Robot Dreams (Animationsfilm, adaptiertes Drehbuch). Auf je einen Goya kamen die Filmproduktionen Cerrar los ojos, Jokes & Cigarettes, Love & Revolution, O corno und Que nadie duerma.
Mit dem Ehrenpreis wurde der spanische Kameramann Juan Mariné geehrt.
Als Moderatoren für die Veranstaltung waren im Vorfeld die Schauspieler Ana Belén, Javier Ambrossi und Javier Calvo bestimmt worden.

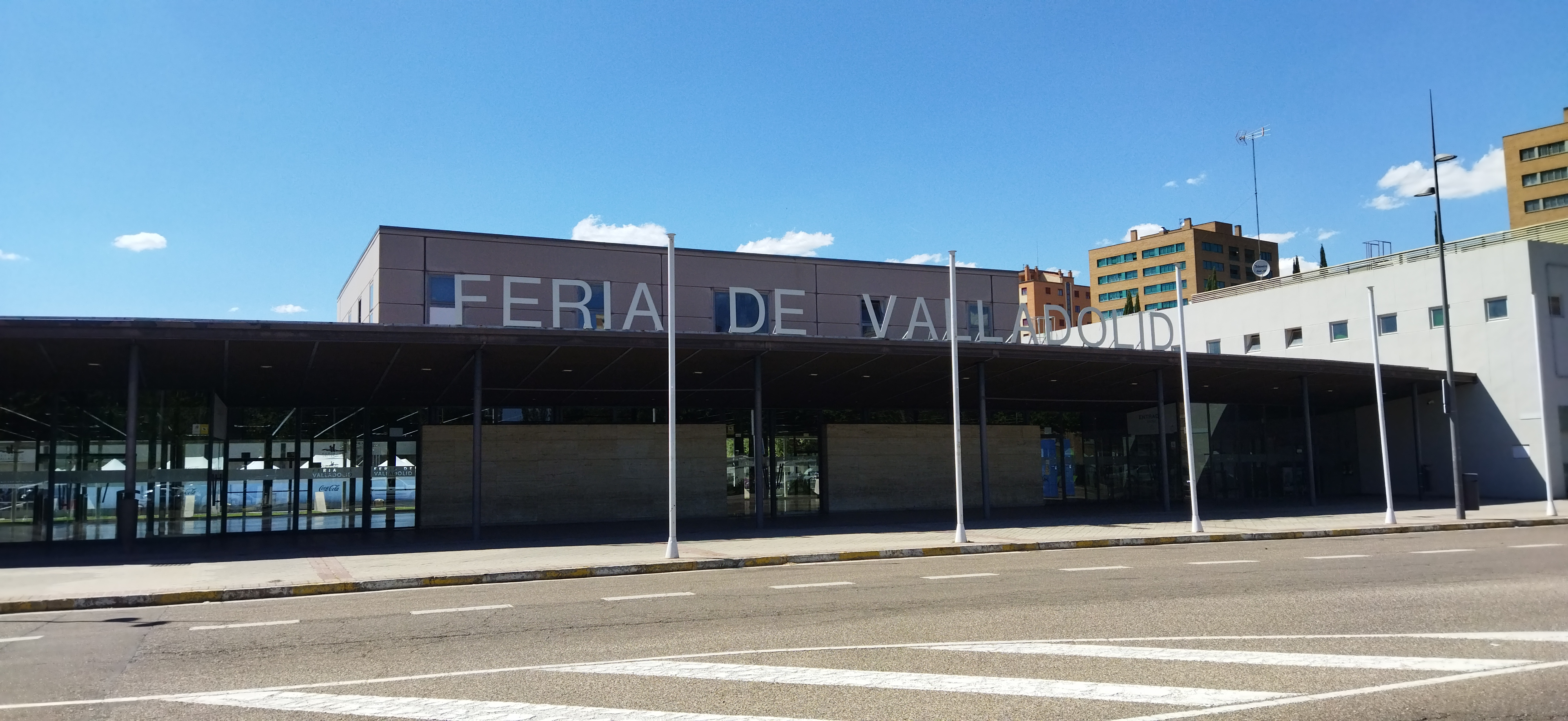
Die Feria de Valladolid, der Veranstaltungsort der Verleihung

## Preisträger und Nominierte
| Statistik (Filme mit mehr als einer Nominierung) N=Nominierung; A=Auszeichnung |    |    |
| Film                                                                           | N  | A  |
| 20.000 Arten von Bienen                                                        | 15 | 03 |
| Die Schneegesellschaft                                                         | 13 | 12 |
| Cerrar los ojos                                                                | 11 | 01 |
| Jokes & Cigarettes                                                             | 11 | 01 |
| Un amor                                                                        | 07 | 0  |
| Love & Revolution                                                              | 05 | 01 |
| Der Lehrer, der uns das Meer versprach                                         | 05 | 0  |
| Chinas                                                                         | 04 | 0  |
| Creatura                                                                       | 04 | 0  |
| Robot Dreams                                                                   | 04 | 02 |
| La Contadora de Películas                                                      | 03 | 0  |
| Upon Entry                                                                     | 03 | 0  |
| Valle de sombras                                                               | 03 | 0  |
| Championext                                                                    | 02 | 0  |
| Matria                                                                         | 02 | 0  |

### Bester Film (Mejor película)
Die Schneegesellschaft (La sociedad de la nieve)
- nominiert:
  - 20.000 Arten von Bienen (20.000 especies de abejas)
  - Un amor
  - Cerrar los ojos
  - Jokes & Cigarettes (Saben aquell)

### Bester ausländischer Film in spanischer Sprache (Mejor película extranjera de habla hispana)
The Eternal Memory (La memoria infinita)
- nominiert:
  - Alma Viva
  - La Pécera
  - Puan
  - Simón

### Bester europäischer Film (Mejor película europea)
Anatomie eines Falls (Anatomie d’une chute)
- nominiert:
  - Acht Berge (Le otto montagne)
  - Aftersun
  - Das Lehrerzimmer
  - Sigurno mjesto

### Beste Regie (Mejor dirección)
Juan Antonio Bayona – Die Schneegesellschaft (La sociedad de la nieve)
- nominiert:
  - Isabel Coixet – Un amor
  - Víctor Erice – Cerrar los ojos
  - Elena Martín – Creatura
  - David Trueba – Jokes & Cigarettes (Saben aquell)

### Bestes Originaldrehbuch (Mejor guion original)
Estibaliz Urresola – 20.000 Arten von Bienen (20.000 especies de abejas)
- nominiert:
  - Michel Gaztambide & Víctor Erice – Cerrar los ojos
  - Alejandro Marín & Carmen Garrido – Love & Revolution (Te estoy amando locamente)
  - Alejandro Rojas & Juan Sebastián Vásquez – Upon Entry
  - Félix Viscarret – Not Such an Easy Life (Una vida no tan simple)

### Bestes adaptiertes Drehbuch (Mejor guion adaptado)
Pablo Berger – Robot Dreams
- nominiert:
  - Isabel Coixet & Laura Ferrero – Un amor
  - Albert Espinosa & David Trueba – Jokes & Cigarettes (Saben aquell)
  - Albert Val – Der Lehrer, der uns das Meer versprach (El maestro que prometió el mar)
  - Bernat Vilaplana, Juan Antonio Bayona, Jaime Marques-Olarreaga & Nicolás Casariego – Die Schneegesellschaft (La sociedad de la nieve)

### Bester Hauptdarsteller (Mejor actor)
David Verdaguer – Jokes & Cigarettes (Saben aquell)
- nominiert:
  - Alberto Ammann – Upon Entry
  - Enric Auquer – Der Lehrer, der uns das Meer versprach (El maestro que prometió el mar)
  - Hovik Keuchkerian – Un amor
  - Manolo Solo – Cerrar los ojos

### Beste Hauptdarstellerin (Mejor actriz)
Malena Alterio – Que nadie duerma
- nominiert:
  - Laia Costa – Un amor
  - Patricia López Arnaiz – 20.000 Arten von Bienen (20.000 especies de abejas)
  - María Vázquez – Matria
  - Carolina Yuste – Jokes & Cigarettes (Saben aquell)

### Bester Nebendarsteller (Mejor actor de reparto)
José Coronado – Cerrar los ojos
- nominiert:
  - Alex Brendemühl – Creatura
  - Martxelo Rubio – 20.000 Arten von Bienen (20.000 especies de abejas)
  - Hugo Silva – Un amor
  - Juan Carlos Vellido – Under Therapy (Bajo terapia)

### Beste Nebendarstellerin (Mejor actriz de reparto)
Ane Gabarain – 20.000 Arten von Bienen (20.000 especies de abejas)
- nominiert:
  - Luisa Gavasa – Der Lehrer, der uns das Meer versprach (El maestro que prometió el mar)
  - Itziar Lazcano – 20.000 Arten von Bienen (20.000 especies de abejas)
  - Clara Segura – Creatura
  - Ana Torrent – Cerrar los ojos

### Beste Nachwuchsregie (Mejor dirección novel)
Estibaliz Urresola Solaguren – 20.000 Arten von Bienen (20.000 especies de abejas)
- nominiert:
  - Itsaso Arana – The Girls Are Alright (Las chicas están bien)
  - Álvaro Gago – Matria
  - Alejandro Marín – Love & Revolution (Te estoy amando locamente)
  - Alejandro Rojas & Juan Sebastián Vasquez – Upon Entry

### Bester Nachwuchsdarsteller (Mejor actor revelación)
Matías Recalt – Die Schneegesellschaft (La sociedad de la nieve)
- nominiert:
  - Omar Banana – Love & Revolution (Te estoy amando locamente)
  - Brianeitor – Championext (Campeonex)
  - Julio Hu Chen – Chinas
  - La Dani – Love & Revolution (Te estoy amando locamente)

### Beste Nachwuchsdarstellerin (Mejor actriz revelación)
Janet Novás – O corno
- nominiert:
  - Sara Becker – La Contadora de Películas
  - Clàudia Malagelada – Creatura
  - Xinyi Ye – Chinas
  - Yeju Ji – Chinas

### Beste Produktionsleitung (Mejor dirección de producción)
Margarita Huguet – Die Schneegesellschaft (La sociedad de la nieve)
- nominiert:
  - Leire Aurrekoetxea & Luis Gutiérrez – Valle de sombras
  - María José Díez – Cerrar los ojos
  - Eduard Vallès – Jokes & Cigarettes (Saben aquell)
  - Pablo Vidal – 20.000 Arten von Bienen (20.000 especies de abejas)

### Beste Kamera (Mejor fotografía)
Pedro Luque – Die Schneegesellschaft (La sociedad de la nieve)
- nominiert:
  - Valentín Álvarez – Cerrar los ojos
  - Gina Ferrer García – 20.000 Arten von Bienen (20.000 especies de abejas)
  - Bet Rourich – Un amor
  - Diego Trenas – Una noche con Adela

### Bester Schnitt (Mejor montaje)
Andrés Gil & Jaume Martí – Die Schneegesellschaft (La sociedad de la nieve)
- nominiert:
  - Raúl Barreras – 20.000 Arten von Bienen (20.000 especies de abejas)
  - Fernando Franco – Robot Dreams
  - Ascen Marchena – Cerrar los ojos
  - Fátima de los Santos – Mamacruz

### Beste Filmmusik (Mejor música original)
Michael Giacchino – Die Schneegesellschaft (La sociedad de la nieve)
- nominiert:
  - Natasha Arizu – Der Lehrer, der uns das Meer versprach (El maestro que prometió el mar)
  - Arnau Bataller – The Antares Paradox (La paradoja De Antares)
  - Andrea Motis – Jokes & Cigarettes (Saben aquell)
  - Alfonso de Vilallonga – Robot Dreams

### Bester Filmsong (Mejor canción original)
„Yo solo quiero amor“ von Rigoberta Bandini – Love & Revolution (Te estoy amando locamente)
- nominiert:
  - „El amor de Andrea“ von Álvaro B. Baglietto, David Garcia, Guille Galván, Jorge González, Juan Pedro Martín, Juanma Latorre & Valeria Castro – Andrea’s Love (El amor de Andrea)
  - „Chinas“ von Marina Herlop – Chinas
  - „Eco“ von Xoel López – Friends Till Death (Amigos hasta la muerte)
  - „La gallinita“ von Fernando Moresi Haberman & Sergio Bertran – The Permanent Picture (La imatge permanent)

### Bestes Szenenbild (Mejor dirección artística)
Alain Bainée – Die Schneegesellschaft (La sociedad de la nieve)
- nominiert:
  - Carlos Conti – La Contadora de Películas
  - Curru Garabal – Cerrar los ojos
  - Marc Pou – Jokes & Cigarettes (Saben aquell)
  - Izaskun Urkijo – 20.000 Arten von Bienen (20.000 especies de abejas)

### Beste Kostüme (Mejor diseño de vestuario)
Julio Suárez – Die Schneegesellschaft (La sociedad de la nieve)
- nominiert:
  - Maria Armengol – Der Lehrer, der uns das Meer versprach (El maestro que prometió el mar)
  - Lala Huete – Jokes & Cigarettes (Saben aquell)
  - Mercè Paloma – La Contadora de Películas
  - Nerea Torrijos – 20.000 Arten von Bienen (20.000 especies de abejas)

### Beste Maske (Mejor maquillaje y peluquería)
Ana López-Puigcerver, Belén López-Puigcerver & Montse Ribé – Die Schneegesellschaft (La sociedad de la nieve)
- nominiert:
  - Caitlin Acheson, Benjamín Pérez & Nacho Díaz – Jokes & Cigarettes (Saben aquell)
  - Eli Adánez & Juan Begara – The Tenderness (La ternura)
  - Aihoa Eskusabel & Jose Gabarain – 20.000 Arten von Bienen (20.000 especies de abejas)
  - Sarai Rodríguez, Noé Montes & Óscar del Monte – Valle de sombras

### Beste Spezialeffekte (Mejores efectos especiales)
Paul Costa, Félix Bergés & Laura Pedro – Die Schneegesellschaft (La sociedad de la nieve)
- nominiert:
  - Mariano García Marty, Jon Serrano, Juan Ventura & Amparo Martínez – Tin & Tina
  - Mariano García Marty, Jon Serrano, David Heras, Fran Belda & Indira Martín – 20.000 Arten von Bienen (20.000 especies de abejas)
  - Raúl Romanillos & Míriam Piquer – Valle de sombras
  - Eneritz Zapiain & Iñaki Gil – La ermita

### Bester Ton (Mejor sonido)
Jorge Adrados, Oriol Tarragó & Marc Orts – Die Schneegesellschaft (La sociedad de la nieve)
- nominiert:
  - Tamara Arévalo, Fabiola Ordoyo & Yasmina Praderas – Championext (Campeonex)
  - Iván Marín, Juan Ferro & Candela Palencia – Cerrar los ojos
  - Xavi Mas, Eduardo Castro & Yasmina Praderas – Jokes & Cigarettes (Saben aquell)
  - Eva Valiño, Koldo Corella & Xanti Salvador – 20.000 Arten von Bienen (20.000 especies de abejas)

### Bester Animationsfilm (Mejor película de animación)
Robot Dreams
- nominiert:
  - Hannah y los monstruos
  - Mumien – Ein total verwickeltes Abenteuer (Mummies)
  - Sultanas Traum (El sueño de la sultana)
  - They Shot the Piano Player

### Bester Dokumentarfilm (Mejor película documental)
Mientras Seas Tú, el Aquí y Ahora de Carme Elias
- nominiert:
  - Caleta Palace
  - Contigo, Contigo y Sin Mi
  - Esta Ambición Desmedida
  - Iberia, Naturaleza Infinita

### Bester Kurzfilm (Mejor cortometraje de ficción)
Aunque es de Noche
- nominiert:
  - Carta a mi Madre para Mi Hijo
  - Cuentas Divinas
  - La Loca y el Feminista
  - París 70

### Bester animierter Kurzfilm (Mejor cortometraje de animación)
To Bird or Not To Bird
- nominiert:
  - Becarias
  - Todo Bien
  - Todo Está Perdido
  - Txotxongiloa

### Bester Dokumentarkurzfilm (Mejor cortometraje documental)
Ava
- nominiert:
  - BLOW!
  - El Bus
  - Herederas
  - Una Terapia de Mierda

## Ehrenpreis (Goya de honor)
Juan Mariné, spanischer Kameramann